# Tienodiazepina

A estrutura central dos tienodiazepínicos

Uma tienodiazepina é um composto heterocíclico contendo um anel diazepina fundido a um anel tiofeno.
Se R1 e R2 fazem parte de um anel triazol, a substância é chamada de tienotriazolodiazepina.

## Exemplos
A estrutura tienodiazepínica forma o núcleo central de algumas drogas farmacêuticas e recreativas, incluindo: 
- Bentazepam
- Clotiazepam
- Etizolam
- Metizolam
- Descloroetizolam

## Efeitos
Como os tienodiazepínicos interagem com receptores GABAérgicos, eles costumam ter efeitos semelhantes aos dos benzodiazepínicos. 